# Armillaria cepistipes
Armillaria cepistipes là một loài nấm trong họ Physalacriaceae.

## Hình ảnh

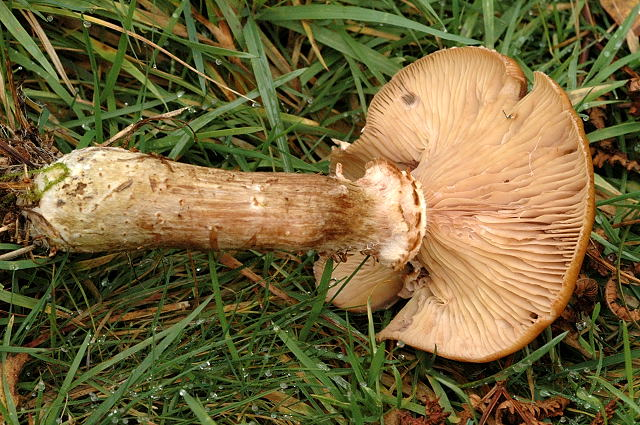
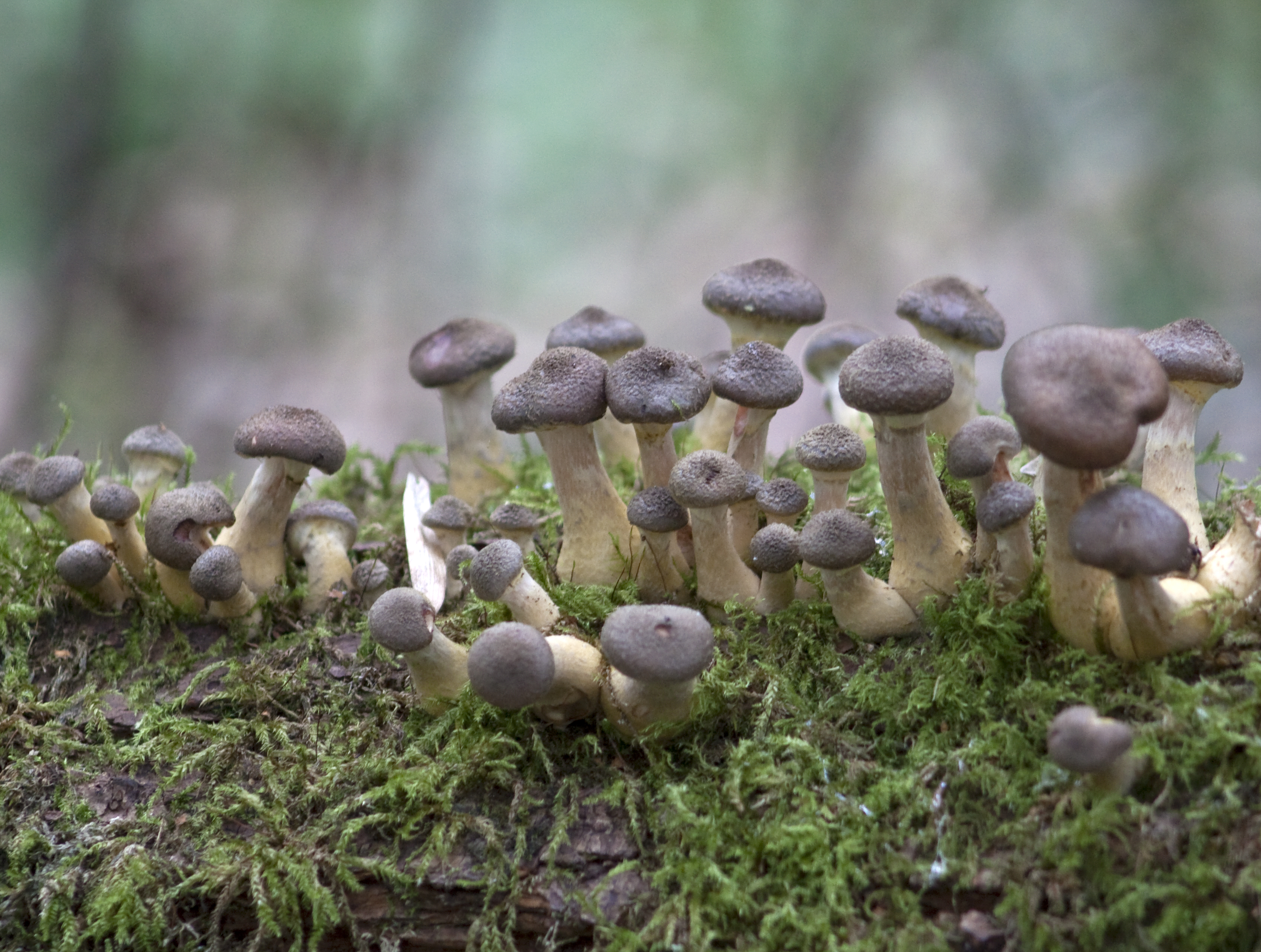